# Stefano Fieschi
Stefano Fieschi (Philiscus, Fliscus; XIV/XV w.) – włoski uczony.
Urodził się w lombardzkiej miejscowości Soncino pod koniec XIV lub na początku XV wieku jako syn Manfreda. Był uczniem Gasparina Barizzy. Ok. 1453 był rektorem szkoły łacińskiej w Raguzie.
Znany jest ze swoich publikacji do których należą m.in. De componendis epistolis i Synonima seu variationes sententiarum. De componendis epistolis wydał w Wenecji Damianus de Mediolano w 1494. Synonima, ze względu na dużą popularność doczekały się wielu edycji. Dzieło to powstało ok. 1437 w Wenecji, ma charakter dydaktyczny (przeznaczone jest dla młodzieży), stanowi rodzaj podręcznika tłumaczenia sentencji z języków wernakularnych na język łaciński. Wydania te są dość zróżnicowane: w zależności od lokalnych potrzeb dodawano do nich nowe synonimy i sentencje w lokalnych językach.